# Furnariini
Furnariini es una tribu de aves paseriformes perteneciente a la familia Furnariidae que incluye a 10 géneros con alrededor de 39 especies nativas de la zona neotropical, donde se distribuyen desde Costa Rica, a través de América Central y del Sur, hasta el archipiélago del Cabo de Hornos en el extremo sur de Chile, incluyendo las islas Malvinas. Encuentran su máxima diversidad en áreas secas y semihúmedas semiabiertas y en la cordillera de los Andes. La colocación y estructura de los nidos varía, algunos son enteramente fabricados en barro, en formato de horno, lo que da el nombre a la tribu, mientras otros son agujeros cavados en barrancas.

## Etimología
El nombre de la tribu deriva del género tipo: Furnarius Vieillot, 1816, que etimológicamente deriva del latín «furnarius»: panadero, o «furnus»: horno; en referencia al distintivo nido de las especies del género.

## Taxonomía
El Comité de Clasificación de Sudamérica (SACC) propuso y aprobó dividir a la familia Furnariidae en tres subfamilias: Sclerurinae, basal a todos los furnáridos, Dendrocolaptinae (los trepatroncos) y Furnariinae; posteriormente se reorganizó la secuencia linear de géneros de acuerdo con los amplios estudios filogenéticos de Derryberry et al. (2011). También se propone dividir a Furnariinae en cinco o seis clados o tribus: Xenopini (a quien algunos autores tratan como subfamilia o hasta como familia separada), Berlepschiini, Pygarrhichadini, la presente Furnariini, Philydorini y Synallaxini, como adoptado por Aves del Mundo (HBW).
Otra alternativa, siguiendo al estudio de Ohlson et al. (2013), con base en diversos estudios genéticos anteriores, sería dividir a la familia Furnariidae en tres familias: Scleruridae,  Dendrocolaptidae, y la propia Furnariidae, con lo cual las cinco o seis tribus mencionadas tendrían el estatus de subfamilias.
El Comité Brasileño de Registros Ornitológicos (CBRO) adopta el concepto de división en tres familias, más Xenopidae, a partir de la Lista comentada de las aves de Brasil 2015, así como también la clasificación Avibase.

## Tribus y géneros
Siguiendo la secuencia filogenética adoptada por el SACC, la tribu agrupa los siguientes géneros:
- Pseudocolaptes
- Premnornis
- Tarphonomus
- Furnarius
- Lochmias
- Phleocryptes
- Limnornis
- Geocerthia
- Upucerthia
- Cinclodes